# Хлебное (Акмолинская область)
Хлебное (каз. Хлебное) — село в Сандыктауском районе Акмолинской области Казахстана. Входит в состав Баракпайского сельского округа. Код КАТО — 116457100.

## География
Село расположено в юго-западной части района, в 61 км на юго-запад от центра района села Балкашино.

### Улицы[2]
- ул. Абулхаир хана,
- ул. Абылай хана,
- ул. Ащилы,
- ул. Больничная,
- ул. Мира,
- ул. Мухтара Ауэзова,
- ул. Пушкина,
- ул. Строительная,
- ул. Целинная.

### Ближайшие населённые пункты
- село Баракпай в 11 км на северо-западе,
- село Макеевка в 15 км на востоке,
- село Чашке в 15 км на севере.

## История
В 1989 году село являлся административным центром одноимённого сельсовета, в состав которого входили сёла Ащилы, Баракколь и станция Баракколь.
- В 1990-е годы село Баракколь было ликвидировано.

- В 2009 году село Ащилы было ликвидировано, поселение вошло в состав села Хлебное[3].

В связи с тем, что все населённые пункты округа кроме села Хлебное были упразднены, Хлебное начало образовывать административно-территориальную единицу «Село Хлебное» со статусом сельского округа соответственно. 
В 2012 году, постановлением акимата и решением маслихата Акмолинской области, село Хлебное вошло в состав Баракпайского сельского округа.

## Население
В 1989 году население села составляло 923 человек (из них русских 39%, казахов 37%).
В 1999 году население села составляло 695 человек (334 мужчины и 361 женщина). По данным переписи 2009 года, в селе проживало 228 человек (116 мужчин и 112 женщин).
| Численность населения | Численность населения | Численность населения |
| 1989                  | 1999                  | 2009                  |
| --------------------- | --------------------- | --------------------- |
| 923                   | ↘695                  | ↘228                  |